# The Independent (Bangladesh)
Pour les articles homonymes, voir The Independent (homonymie).
The Independent est un quotidien de langue anglaise publié à Dacca, au Bangladesh. Elle appartient au groupe Beximco du Bangladesh,.Son supplément hebdomadaire s'appelle Stethoscope.